# Joel H. Cohen
Joel H. Cohen (Calgary) is een Canadees scenarioschrijver voor Saturday Night Live, Suddenly Susan en The Simpsons. Voor de laatstgenoemde werkt hij ook als producer.

## Filmografie

### The Simpsons
- "Treehouse of Horror XII" (2001)
- "Brawl in the Family" (2002)
- "The Fat and the Furriest" (2003)
- "Today I am A Clown" (2003)
- "Fat Man and Little Boy" (2004)
- "Home Away from Homer" (2005)
- "The Last of the Red Hat Mamas" (2005)
- "Homer's Paternity Coot" (2006)
- "Marge and Homer Turn a Couple Play" (2006)
- "Revenge is a Dish Best Served Three Times" (2007)
- "He Loves to Fly and He D'ohs" (2007)
- "The Debarted" (2008)
- "Mona Leaves-a" (2008)
- "The Simpsons Movie"